# Expominer

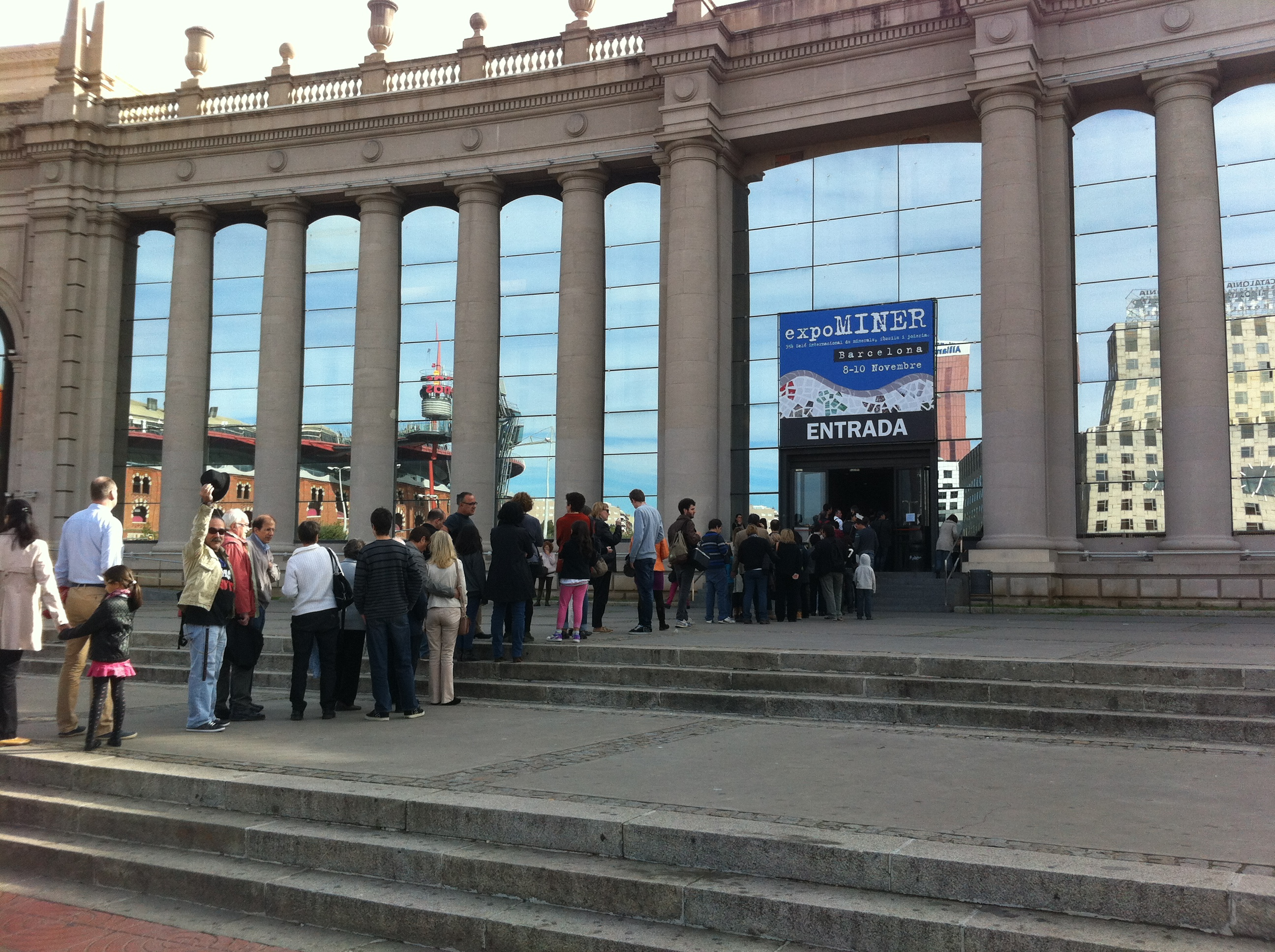
Entrada a l'Expominer

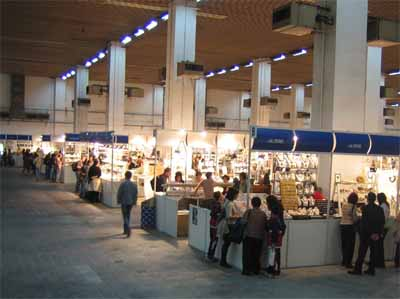
Expominer 2006

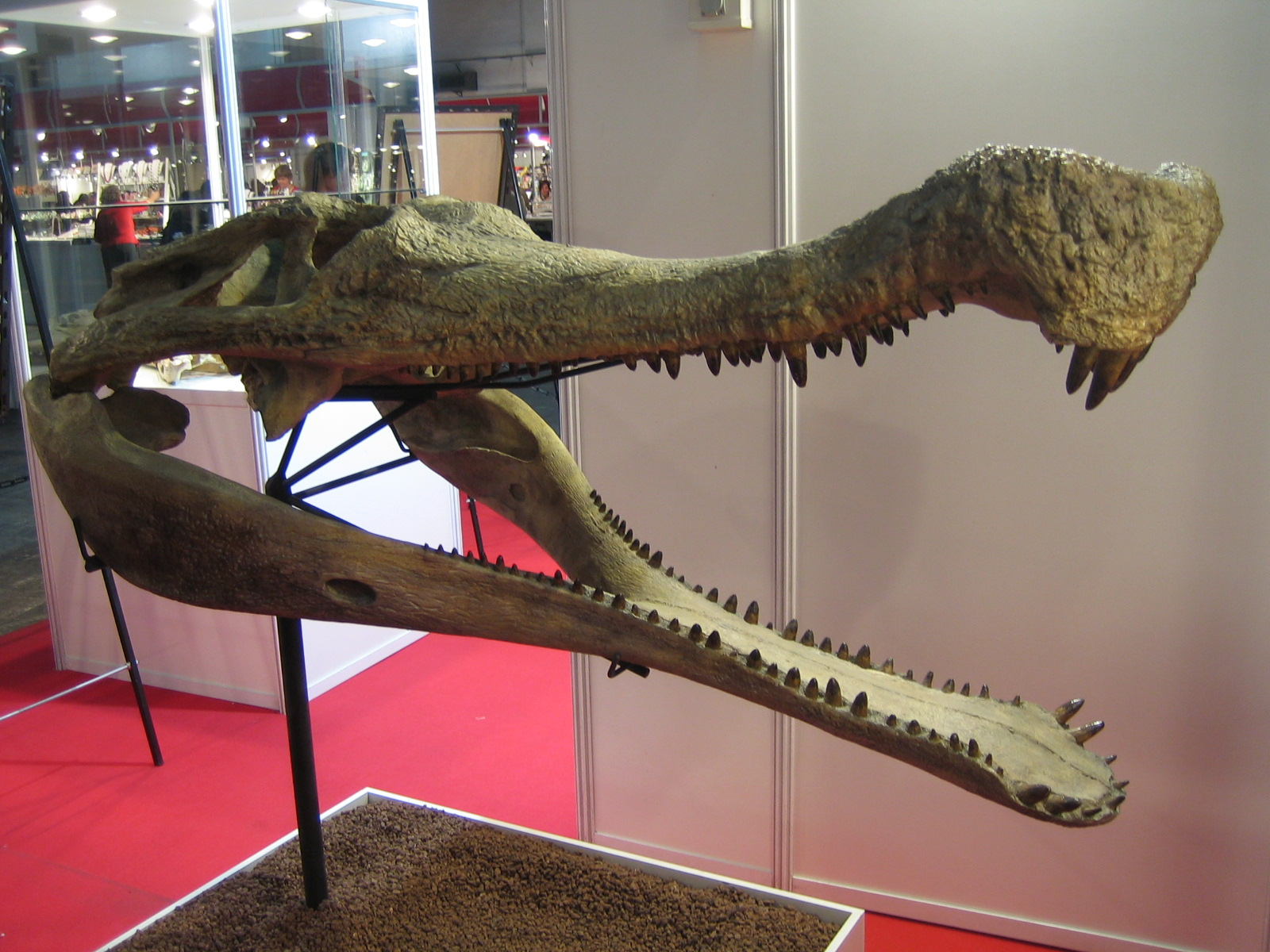
Crani de Sarcosuchus imperator exhibit a l'exposició "L'evolució dels cocodrils" de l'edició de l'any 2007

La fira Expominer va ser una exposició internacional de minerals, roques, fòssils i joieria que se celebrava cada any al mes de novembre a la Fira de Barcelona. La darrera edició va ser la de l'any 2020, just abans de la pandèmia de COVID-19.
Va arribar a ser la més important d'Espanya en aquest àmbit i una de les primeres d'Europa. S'hi reunien expositors d'arreu del món per vendre, comprar i intercanviar. Durant els tres dies en que s'hi celebrava es desenvolupaven exposicions, demostracions i conferències.
L'any 2012 es va celebrar juntament amb l'exposició "Col·lecciona Barcelona", que inclou sectors com la filatèlia, la numismàtica o les plaques de cava, entre d'altres.